# フェルトキルヒェン郡

フェルトキルヒェン郡
Bezirk Feldkirchen

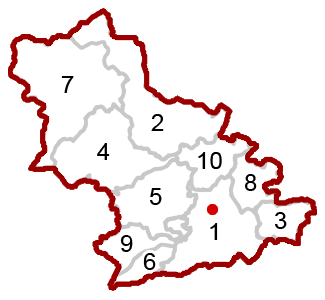
フェルトキルヒェン郡内の市町村区画図。番号は一覧と対応している

フェルトキルヒェン郡（フェルトキルヒェンぐん、独: Bezirk Feldkirchen）は、オーストリアのケルンテン州中部に位置する郡（Bezirk; 行政管区とも訳される）。郡庁所在地はフェルトキルヒェン・イン・ケルンテン。
西でシュピッタール・アン・デア・ドラウ郡と、南西でフィラッハ＝ラント郡およびわずかにフィラッハと、南でクラーゲンフルト＝ラント郡と、東でザンクト・ファイト・アン・デア・グラン郡と、北でシュタイアーマルク州のムーラウ郡と接している。
フェルトキルヒェン郡には以下の10の市町村（Gemeinde; ゲマインデ）がある。そのうちフェルトキルヒェン・イン・ケルンテンが市（Stadt）に指定されている。
1. フェルトキルヒェン・イン・ケルンテン Feldkirchen in Kärnten （市）
2. アルベック Albeck
3. グラネッグ Glanegg
4. グネザウ Gnesau
5. ヒメルベルク Himmelberg
6. オシアッハ Ossiach
7. ライヒェナウ Reichenau
8. ザンクト・ウルバン Sankt Urban
9. シュタインドルフ・アム・オシアッヒャー・ゼー Steindorf am Ossiacher See
10. シュトイアーベルク Steuerberg